# آنزوژم
شهر آنزوژم (به فرانسوی: Anzegem) در شهرستان کورتریک در استان فلاندری غربی در منطقه فلاندری در کشور بلژیک واقع شده‌است.